# 컨트리 음악 협회상
컨트리 음악 협회상(영어: Country Music Association Awards)은 컨트리 음악 협회가 주최하는 컨트리 음악상이다. 1967년에 제1회 시상식이 진행되었으며, 이후 매년 11월에 개최된다. 제 2회부터는 NBC에서 방영되어 현재는 ABC에서 생방송되고 있다. 시상식은 내슈빌의 브리지스톤 아레나에서 개최된다.